# Лайвіньш Вільгельм Янович
Вільгельм Янович Лайвіньш (Лайвінь) (латис. Vilhelms Laiviņš, 4 червня 1911, Мангальська волость Ризького повіту Ліфляндської губернії, тепер Латвія — 7 травня 1979, місто Рига, тепер Латвія) — латиський радянський діяч, 1-й секретар Ризького районного комітету КП Латвії, голова Ризького райвиконкому. Член ЦК КП Латвії (в 1956—1961 роках). Депутат Верховної ради Латвійської РСР (1947—1951 і 1955—1963). Депутат Верховної ради СРСР 3-го скликання. Герой Соціалістичної Праці (15.02.1958).

## Життєпис
Народився в родині робітника. З 1925 року працював вантажником на лісопилці. Потім — вантажник у Ризькому торговому порту. Вступив до підпільної комсомольської організації в Латвії. Працював у профспілці транспортних робітників у Ризі.
Після окупації Латвії радянськими військами в 1940 році працював в органах державної безпеки Латвійської РСР.
Під час німецько-радянської війни — організатор та керівник радянського партизанського руху в Латвії, розвідник, командир партизанського полку «Par Padomju Latviju» («За Радянську Латвію») (в 1942—1943 роках), командир Латвійської партизанської бригади (березень 1943 — січень 1944). У 1944 році працював у Латвійському штабі партизанського руху.
Член ВКП(б) з 1942 року.
У вересні 1944—1947 роках — голова виконавчого комітету Ризької повітової ради депутатів трудящих.
У 1947—1949 роках — слухач Республіканської партійної школи при ЦК КП(б) Латвії в Ризі.
У 1949—1954 роках — голова виконавчого комітету Ризької повітової (з січня 1950 року — районної) ради депутатів трудящих.
У 1954 році — заступник міністра лісової та паперової промисловості Латвійської РСР. 
У 1954—1961 роках — 1-й секретар Ризького районного комітету КП Латвії.
Указом Президії Верховної Ради СРСР від 15 лютого 1958 року за видатні успіхи, досягнуті у справі розвитку сільського господарства з виробництва зерна, картоплі, цукрових буряків, м'яса, молока та інших продуктів сільського господарства, та впровадження у виробництво досягнень науки та передового досвіду Лайвіньшу Вільгельму Яновичу присвоєно звання Героя Соціалістичної Праці з врученням ордена Леніна та золотої медалі «Серп та Молот».
Потім — персональний пенсіонер союзного значення в Ризі.
Помер 7 травня 1979 року в Ризі.

## Нагороди
- Герой Соціалістичної Праці (15.02.1958)
- три ордени Леніна (28.06.1945; 20.07.1950; 15.02.1958)
- орден Вітчизняної війни ІІ ст.
- орден Трудового Червоного Прапора (3.10.1951)
- медаль «Партизанові Вітчизняної війни» 1-го ст. (14.09.1944)
- медаль «Партизанові Вітчизняної війни» 2-го ст. (1.02.1945)
- медалі